# Jörg Lipinski (Motorbootrennfahrer)

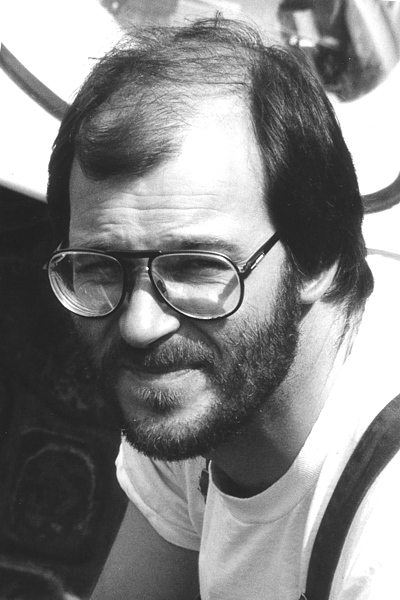
Jörg Lipinski 1986

Jörg Lipinski (* 25. Januar 1953) ist ein deutscher Motorbootrennfahrer und lebt in Berlin. 
Als gelernter Bootsbauer konstruierte er seine Rennkatamarane selbst und reparierte und baute oft Boote für seine Konkurrenten.
Er begann seine sportliche Karriere 1969 und erhielt nach mehreren internationalen Erfolgen auch die höchste Auszeichnung, das Silberne Lorbeerblatt. Bei der damaligen Überreichung in der Bad Godesberger Redoute stand er mit seinen Kollegen Manfred Loth und Ulrich Rochel in einer Reihe mit Boris Becker.

## Sportliche Erfolge
Lipinski startete anfangs mit Dreikantfeilen in den Sportbootklassen SD und SE (Außenborder bis 700 bzw. 850 cm³), Erfolge erzielte er später mit Katamaranen in den Rennbootklassen OC und OD (Außenborder bis 500 bzw. 700 cm³, Bezeichnung ab 1986: O-500 bzw. O-700). 
- 1980 Deutscher Meister Klasse OD
- 1982 Europameister Klasse OD in Berlin-Tegel
- 1984 Weltmeister Klasse OD in Brodenbach
- 1984 Europameister Klasse OD in Nottingham (Großbritannien)
- 1985 Deutscher Meister Klasse OC
- 1988 Deutscher Meister Klasse O-700
- 1989 Deutscher Meister Klasse O-700
- 1991 Deutscher Meister Klasse O-500

### Ehrenpreise
- 1985 Silbernes Lorbeerblatt
- 1985 Alfred Buysse Trophy (für die meisten innerhalb eines Jahres gesammelten Rennpunkte)

| Personendaten    | Personendaten                 |
| ---------------- | ----------------------------- |
| NAME             | Lipinski, Jörg                |
| KURZBESCHREIBUNG | deutscher Motorbootrennfahrer |
| GEBURTSDATUM     | 25. Januar 1953               |